# یواس‌اس کیلتی (دی‌دی-۱۳۷)
یواس‌اس کیلتی (دی‌دی-۱۳۷) (به انگلیسی: USS Kilty (DD-137)) یک کشتی بود که طول آن ۹۵٫۸۳ متر (۳۱۴٫۴ فوت) بود. این کشتی در سال ۱۹۱۸ ساخته شد.